# Gilançay
Gilançay è un comune dell'Azerbaigian situato nel distretto di Ordubad.